# Aethiophysa acutipennis
Aethiophysa acutipennis är en fjärilsart som beskrevs av Munroe 1964. Aethiophysa acutipennis ingår i släktet Aethiophysa och familjen Crambidae. Inga underarter finns listade i Catalogue of Life.